# توماس فونسی
توماس فونسی (اسپانیایی: Tomás Fonzi‎؛ ‏ تلفظ اسپانیایی: [toˈmas ˈfonsi]؛ زادهٔ ۲۴ اوت ۱۹۸۱) بازیگر آرژانتینی است. 
از فیلم‌ها یا سریال‌های تلویزیونی که وی در آن نقش داشته است، می‌توان دانش‌آموختگان، ناین کوئینز و کلبه دریا را نام برد.